# Halte Lunddalen
Halte Lunddalen is een voormalige spoorweghalte ten zuidwesten van Mariager, Denemarken. De halte lag aan de spoorlijn Mariager - Viborg, die in 1927 door de Mariager-Faarup-Viborg Jernbane (MFVJ) was aangelegd.
De halte werd aangelegd ter vervanging van de 2 kilometer zuidelijker gelegen halte Fjelsted en kreeg daarom aanvankelijk ook dezelfde naam. Op 28 februari 1950 werd de naam echter aangepast naar Lunddalen, omdat de oorspronkelijke halte Fjelsted weer heropend werd. De naam Lunddalen verwijst naar de nabij gelegen boerderij.
Op 31 maart 1966 werd het reizigersvervoer tussen Fårup en Mariager beëindigd, waarmee halte Lunddalen werd opgeheven. De halte werd later een stopplaats van de museumlijn Mariager-Handest Veteranjernbane tussen Mariager en Handest.